# Aphoebantus rattus
Aphoebantus rattus är en tvåvingeart som beskrevs av Osten Sacken 1887. Aphoebantus rattus ingår i släktet Aphoebantus och familjen svävflugor.
Artens utbredningsområde är Texas. Inga underarter finns listade i Catalogue of Life.